# John Horse

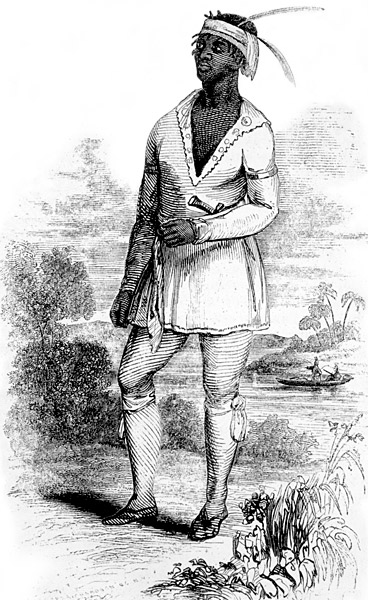
John Horse

John Horse (Micanopy (Florida), 1812 - op weg naar Mexico, 1882) was een Black Seminole strijder en vermoedelijk de meest succesvolle zwarte vrijheidsstrijder in de geschiedenis van de Verenigde Staten. In Florida leidde hij de grootste slavenopstand van het land, waaraan 385 tot 465 plantageslaven deelnamen en 500 tot 800 Black Seminole marrons. Nog veertig jaar daarna leidde hij zijn volk, de Afrikaanse bondgenoten van de Seminole Indianen, op een zoektocht van Florida naar Mexico op zoek naar een vrij thuisland.
In zijn lange leven versloeg hij vooraanstaande Amerikaanse generaals, ontmoette hij twee presidenten en gaf hij advies aan Seminole opperhoofden, een verkenner van het Amerikaanse leger en een onderscheiden officier van het Mexicaanse leger. Hij verdedigde vrije zwarte nederzettingen aan drie grenzen, en er werd van hem gezegd dat hij hield van kinderen, whiskey, en zijn witte paard "American". In 1882 voltooide hij zijn zoektocht naar een vrij thuisland met de laatste daad van zijn leven, het veilig stellen van een land grant in Noord-Mexico. Zijn afstammelingen leven op dat land tot de dag van vandaag. Hij overleed onderweg.